# Звёздный атлас чешских королей

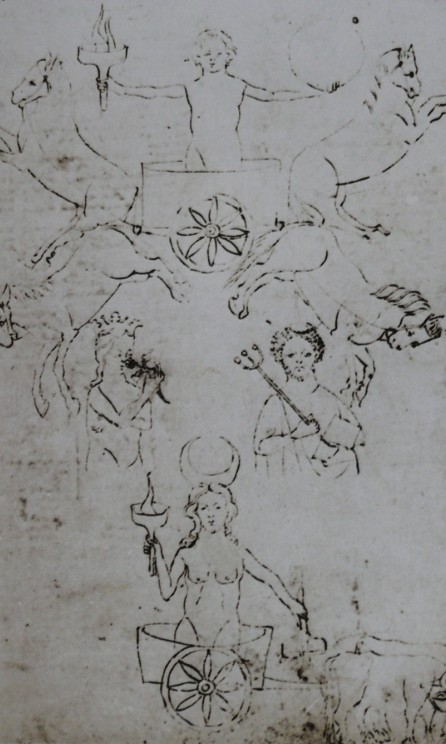
Гелиос, Венера, Меркурий и Селена

«Звездный атлас чешских королей» (чеш. Hvězdný atlas českých králů) — средневековый астрономический сборник, принадлежавший чешскому королевскому двору. Создание рукописи началось во время правления Вацлава II и было завершено в 1334 году. Текст сопровождается рисунками, выполненными пером и сделанными, видимо, по более старым сицилийско-арабским оригиналам. Рукопись послужила основой для двух других астрономических сборников Вацлава IV (Cod. 2378 и 2352 в Вене).
Во время Гуситских войн часть астрологических рукописей чешских монархов и звёздный атлас приобрёл Николай Кузанский. В настоящее время сборник хранится в библиотеке больницы в Бернкастеле (Cod. Cus 207).